# Русское православие

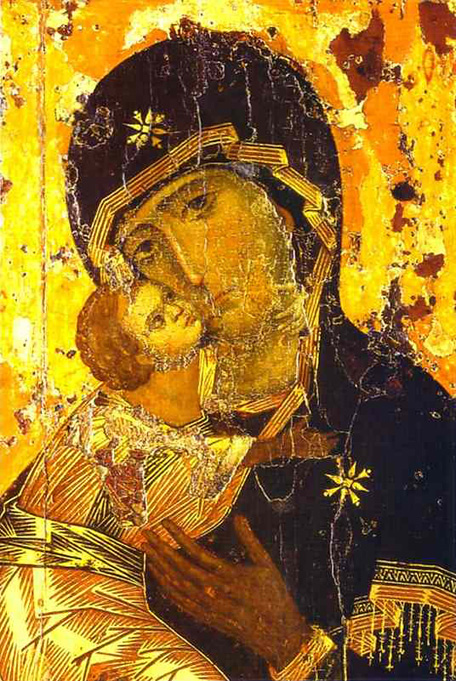
Фрагмент Владимирской иконы Божией Матери, одной из самых чтимых чудотворных икон русского православия

Русское православие — разновидность византийского православия, исторически сложившаяся под влиянием Русской православной церкви; явление выходит далеко за рамки церковной организации.
Доктор философских наук Н. С. Гордиенко определяет русское православие как «„обрусевший“ вариант восточного (византийского) христианства, обогащённый древнерусским вероисповедным и обрядовым наследием». Доктор экономических наук В. Н. Лексин отмечает: «Русское православие как феномен особого религиозного мироощущения, богослужебной практики и бытового поведения верующих — предмет давних и плодотворных исследований богословов и религиоведов, философов и социологов, историков и этнологов, а в последнее время и политологов».
Русская церковь внесла весомый вклад в формирование общерусского национально-государственного самосознания. Верующие русские — в основном православные.

## Описание
Русская православная церковь в течение всей истории играла особую роль в духовной жизни русских. Понятие «русское православие» как в богословской, так и в светской литературе чаще всего отождествляется именно с Русской православной церковью, но фактически включает в себя и различные объединения в разное время от неё отколовшиеся, в том числе старообрядцев, обновленцев, Русскую зарубежную церковь (в период её отделения от Московского патриархата), «истинно-православных» (русской традиции) и тому подобное. Каждая из этих церковных структур считает себя составной частью русского православия.
Для русского православия традиции предпочтительнее, чем новации, как в вероисповедной, так и в обрядовой сфере. Идеалом церковно-государственных отношений служило доминирование государственной власти над церковной. Русское православие в содержательном плане близко к другим вариантам православия, таким как болгарское, грузинское, сербское, но не идентично им.

## История
Археологические исследования фиксируют наличие христианских предметов личного обихода (нательных крестов и др.) на территории Центральной России с середины — третьей четверти X века. По мнению Гордиенко, история русского православия начинается с Крещения Руси при князе Владимире Святославиче.
Вскоре после крещения Руси создаётся Русская митрополия с центром в Киеве, которая находилась в юрисдикции Константинопольского патриархата, и ряд епископств — в Новгороде, Белгороде Киевском, Полоцке и, возможно, в других городах. На них были возложены в первую очередь миссионерские задачи. Миссионерская деятельность направлялась прежде всего на жителей крупных городов, в то время как просвещение новой верой преобладавшего сельского населения в значительной мере зависело от близости того или иного епархиального центра. К середине XIII века на Руси действовало 16 епархий: кроме названных выше также в Чернигове, Переяславле-Русском, Юрьеве на Роси, Турове, Владимире-Волынском, Галиче, Перемышле, Холме, Луцке, Ростове, Владимире-на-Клязьме, Рязани. Но в некоторых лесных областях, включая в Верхнее Поднестровье, археологические исследования фиксируют концентрацию языческих древностей вплоть до XIII века.
Первые христианские князья киевские Владимир и его сын Ярослав Мудрый видимо хорошо осознавали государственно- и культурно-интегрирующую роль, которую играет единая митрополия и церковнославянский язык. Эта роль росла вместе с развитием политического партикуляризма со второй половины XI века, и особенно со второй трети XII века, когда различные политически независимые русские княжества связывали между собой, кроме церкви, только династическое родство и историческая память о прошлом государственном единстве. Осознание церковью новой общественно-политической роли отражено в усвоении с 1160-х годах киевскими митрополитами титула «митрополит всея Руси» взамен «митрополит Руси». Митрополиты, обычно греки, которые поставлявлялись в Константинополе, выступали в качестве третейских судей и миротворцев в междукняжеских усобицах. Большое значение в формировании единого церковно-культурного пространства средневековой Руси сыграли монастыри, в первую очередь созданный во половине XI века Киево-Печерский монастырь.
К первой половине XV века принадлежность к православной церкви окончательно утверждается как одна из определяющих черт общерусского национально-государственного самосознания. Общий духовный подъём православия в сочетании с тем обстоятельством, что к середине XV века Москва оставалась единственным государственно-политическим средоточием православия, сделал церковь неотъемлемым элементом построения великорусской государственности, в то же время придавая национальному сознанию народа и государственной власти вселенски православное измерение.
Важным фактором укрепления русского национально-государственного самосознания стала канонизация целого ряда русских святых, которая прошла по инициативе митрополита Макария на соборах 1547—1549 годов.
От Крещения до раскола Русской церкви при патриархе Никоне Русская церковь была единственным на Руси и в России реальным воплощением русской вариации византийского православия. Раскол стал причиной духовного разобщения членов Русской православной церкви, а также образование новых церковных структур, трёх старообрядческих течений (поповцы, беглопоповцы и беспоповцы), каждое из которых позиционирует себя как часть русского православия, но оппозиционно по отношению к Русской православной церкви.

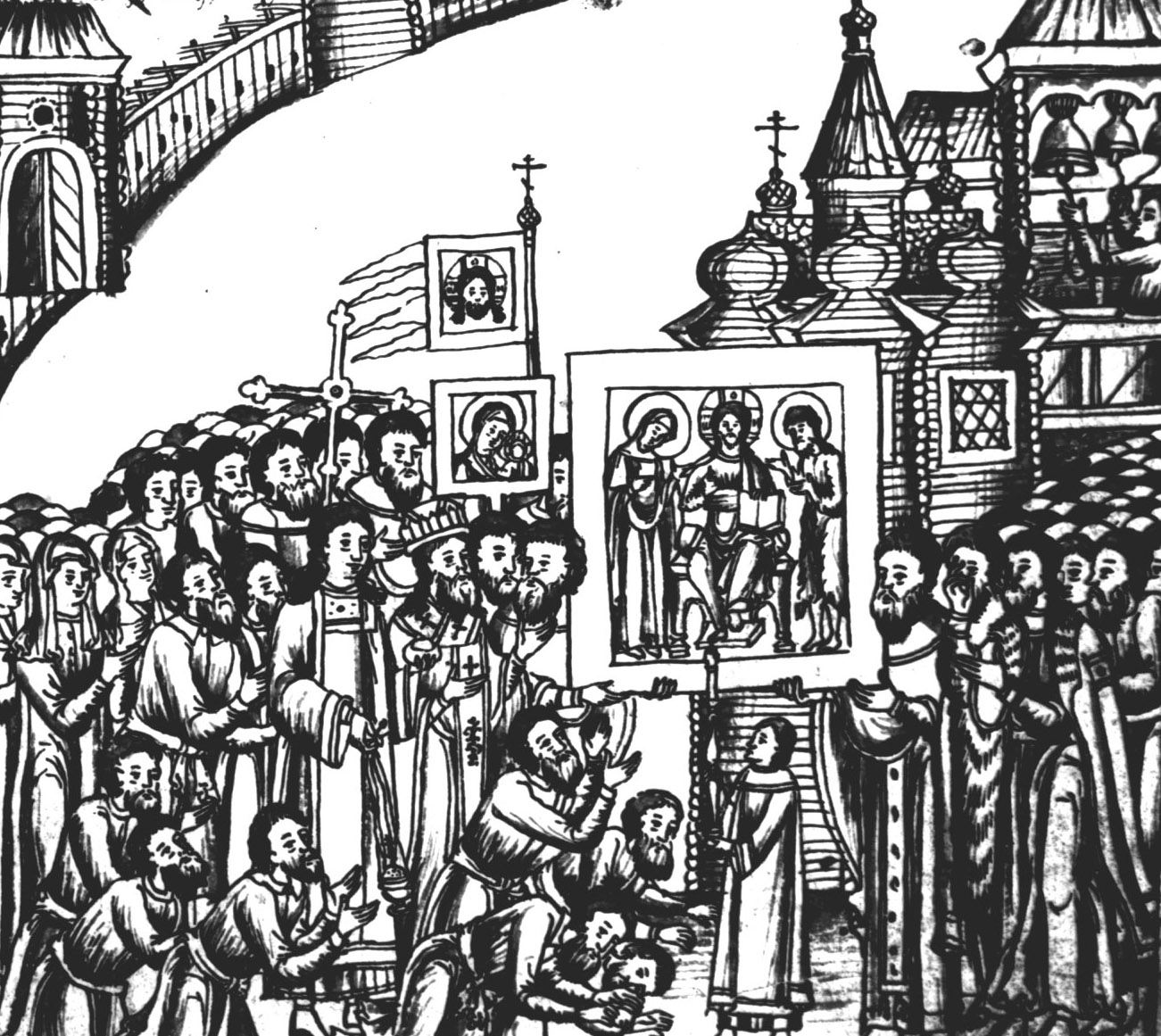
Молебная сибирян, Ремезовская летопись, до 1703

Русские миссионеры создавали письменности, основу которых составила кириллица. В XIV веке святой Стефан Пермский на основе кириллического, греческого алфавитов и знаков древнетюркского рунического письма создал зырянскую азбуку — анбур. В XVIII веке архиепископ Вениамин (Пуцек-Григорович) использовал русский алфавит для создания удмуртской («Сочинения, принадлежащие к грамматике вотского языка», 1775) и марийских («Сочинения, принадлежащие к грамматике черемисского языка», 1775) грамматик. В XIX веке на русской графической основе создаётся ряд письменностей для языков народов Российской империи, которые составили основу современных алфавитов. Так, архиепископ Иннокентий (Попов-Вениаминов) создал письменность для алеутского языка (1826), востоковед О. Н. Бётлингк (1848—1851) и епископ Дионисий (Хитров) (1858) разработали алфавиты для якутского языка, востоковед Н. И. Ильминский — письмо для языка крещёных татар — алфавит Ильминского (1862—1874), чувашским просветителем И. Я. Яковлевым составлен чувашский алфавит (1871), мордовским просветителем А. Ф. Юртовым — эрзянский алфавит (Букварь для мордвы-эрзи, 1884).
В XVIII—XIX веках основными факторами этнического самосознания русских оставались приверженность русскому православию и русский язык. Русские крестьяне (сельские обыватели) рассматривали себя в качестве христиан вообще, включая в это понятие все православные народы под властью «белого царя» и нередко (например, в «прелестных письмах» Емельяна Пугачёва) противопоставляя себя чиновникам. К XIX веку бо́льшая часть русских обрядовых элементов была связана с православной традицией при сохранении дохристианских элементов, менявшихся в зависимости от региона. В этом же столетии начали складываться государственные праздники — на основе православного календаря. Так, одним из важнейших государственных торжеств являлся День высочайшего тезоименитства, который праздновали в день святого покровителя императора. В XIX веке не существовало единой трактовки самого понятия «русскости» (русские), которое могло означать и культурную, и этническую, и протонациональную идентичность. Соответственно неопределёнными оставались и ментальные границы русской национальной территории. В понятие русской нации могли включаться: 1) все подданные Российской империи; 2) члены привилегированных сословий; 3) русские-православные (великорусы); 4) все восточные славяне.
После Октябрьской революции 1917 года в России и затем в СССР начались гонения на религию, в частности на православие.
После советского периода гонений и репрессий против Церкви и верующих в России религия вернулась в повседневную жизнь. Многие русские следуют православной традиции, включая крещение детей, венчание, отпевание. Крупнейшими праздниками для православных русских остаются Пасха, Рождество Христово, Троица и др. Многими соблюдаются посты, освящаются дома и квартиры, они хранят домашние иконы и православную литературу. Широкий масштаб получили такие мероприятия, как паломнические поездки, крестные ходы и массовые моления. Среди интеллигенции имеют популярность сочинения русских религиозных философов, таких как Вл. С. Соловьёв, отец Павел Флоренский, отец Александр Мень и др. Вопрос о вероисповедании не задавали во время всероссийских переписей населения. Но согласно исследованию ВЦИОМ, в 2012 году 79 % жителей России называют себя православными, что почти равно доле русских согласно переписи населения 2010 года. По оценкам экспертов, в 2013 году менее 10 % жителей регулярно бывает на службах и исповедуется. Оставшаяся часть населения не посещает церковь или посещает нерегулярно, чаще всего чтобы «поставить свечку» (совершить обряд, который часто сопровождается просьбой).
Современное русское православие, находящееся в состоянии возрождения религиозной жизни, «православного Ренессанса», характеризуется соединением традиций с многочисленными новациями, расширением деятельности институтов Русской православной церкви, включая активный рост масштабов храмового строительства, увеличение количества епархий и численности клира) и стабильной численностью воцерковленных мирян, возрастающим участием РПЦ в деятельности государственных и муниципальных структур. Русское православие, легализованное после советских гонений в конце 1980-х годов, действует в среде, ценности которой во многом являются противоположными традиционным, что является одной из основных проблем клира и рядовых верующих. Русское православие существует в условиях религиозной конкуренции с получившими большое развитие инославием и иноверием, с новыми религиозными движениями.
В современном русском православии защитницей русского народа считается особо чтимый образ — Казанская икона Божией Матери.